# Futsal Club Toronto
Futsal Club Toronto – kanadyjski klub futsalowy z siedzibą w mieście Toronto, obecnie występuje w najwyższej klasie Kanady.

## Sukcesy
- Mistrzostwo Kanady: 2015[1]
- Puchar Kanady: 2011